# Ardón
Ardón település Spanyolországban, León tartományban. Lakosainak száma 550 fő (2024).

## Földrajza
Ardón Chozas de Abajo, Vega de Infanzones, Campo de Villavidel, Cabreros del Río, Villamañán és Valdevimbre községekkel határos.

## Népesség
A település lakosságának változását az alábbi diagram mutatja:
| Lakosok száma | 720  | 659  | 655  | 629  | 614  | 611  | 548  | 560  | 569  | 550  |
|               | 2001 | 2004 | 2007 | 2009 | 2012 | 2014 | 2017 | 2019 | 2022 | 2024 |